# Szabados Béla (szobrász)
Szabados Béla (Budapest, 1894. július 20. – Budapest, 1970. január 20.) szobrász.

## Életútja
Szabados Béla (1867–1936) zeneszerző és Balczár Irén fiaként született. Az 1920-as évek elejétől Pásztor János műtermében dolgozott mint segéd. 1925 és 1933 között a Magyar Képzőművészeti Főiskolán tanult, mestere Szentgyörgyi István volt, az utolsó tanévben tanársegédi minőségben dolgozott. Sok elismerést aratott elmélyedt szemléletű naturalista stílusú szobraival. Kimagasló jelentőségű műalkotása a budapesti Kamermayer Károly-portréemlékmű.

## Díjai, elismerései
- 1931-32: Római Magyar Akadémia ösztöndíja

## Válogatott csoportos kiállításai
- 1930-tól vett részt a Műcsarnok kiállításain
- 1952 • Arckép kiállítás, Ernst Múzeum, Budapest
- 1955 • VI. Magyar képzőművészeti kiállítás, Műcsarnok, Budapest
- 1957 • Tavaszi Tárlat, Műcsarnok, Budapest
- 1965 • 10. Magyar Képzőművészeti kiállítás, Műcsarnok, Budapest.

## Művei közgyűjteményekben
- Magyar Nemzeti Galéria, Budapest